# Rogério Moraes Ferreira
Rogério Moraes Ferreira, né le 11 janvier 1994 à Abaetetuba, est un joueur brésilien de handball évoluant au poste de pivot.

## Palmarès

### En club
compétitions internationales
- Vainqueur de la Ligue des champions (2) : 2017, 2019
- Vainqueur de la Ligue SEHA (3) : 2018, 2019, 2020

compétitions nationales
- Vainqueur du Championnat de Macédoine du Nord (3) : 2017, 2018, 2019
- Vainqueur de la Coupe de Macédoine du Nord (2) : 2017, 2018
- Vainqueur de la Coupe de Hongrie (1) : 2021

### En équipe nationale
Compétitions continentales
- Médaille d'argent au Championnat panaméricain 2018
- Médaille de bronze aux Jeux panaméricains de 2019
- Médaille d'argent au Championnat d'Amérique du Sud et centrale en 2020

Compétitions internationales
- 16e place au Championnat du monde 2017 en France
- 18e place au Championnat du monde 2021 en Égypte
- 10e place aux Jeux olympiques de 2020 à Tokyo